# Dumbrava (okręg Bacău)
Dumbrava – wieś w Rumunii, w okręgu Bacău, w gminie Gura Văii. W 2011 roku liczyła 1172 mieszkańców.